# Giełdoń
Giełdoń (kaszb. Gòrgendôl, niem. Georgenthal) – osada w Polsce położona w województwie pomorskim, w powiecie słupskim, w gminie Kobylnica na Równinie Słupskiej.
W latach 1975–1998 miejscowość administracyjnie należała do województwa słupskiego.

## Nazwa
Nazwa miejscowości jest tzw. chrztem nazewniczym i ma charakter pseudodzierżawczy. Powstała przez dodanie do nazwy osobowej Giełdon formantu *-jь. Pierwotna niemiecka nazwa Georgenthal, wzmiankowana po raz pierwszy w 1863, ma charakter pamiątkowy i składa się z dwóch członów: nazwy osobowej Georg „Jerzy” i nazwy pospolitej Tal „dolina”.
Rada Języka Kaszubskiego proponuje opartą na polskiej kaszubską formę nazwy Gełdón.